# Гамбаров, Рамиз Булуд оглы
Рамиз Булуд оглы Гамбаров (азерб. Qəmbərov Ramiz Bulud oğlu; 2 июля 1962, Шуша — 30 апреля 1992) — азербайджанский военный. Национальный Герой Азербайджана (1992, посмертно).

## Биография
Рамиз Гамбаров родился 2 июля 1962 года в городе Шуша. После окончания средней школы призывается на воинскую службу. Вернулся в родной город Шушу в 1982 году.
Во время войны в Карабахе организовал Шушинский батальон самообороны, который принимал активное участие в обороне населённых азербайджанцами сёл Нагорного Карабаха.
29 апреля 1992 года Рамиз Гамбаров во время очередного тяжёлого боя был тяжело ранен и на следующий день 30 апреля скончался. Был похоронен в Шуше. Почти через неделю после его гибели Шуша перешла под контроль армянских сил. 8 ноября 2020 года в результате Второй карабахской войны, Азербайджан восстановил контроль над городом Шуша.

## Память
Указом Президента Азербайджанской Республики от 7 июня 1992 года Рамизу Булуд оглы Гамбарову присвоено почетное звание Национального Героя Азербайджана.
В честь Рамиза Гамбарова названа улица в Баку, одна из центральных улиц в Шуше, снят документальный фильм «Şuşalı şəhid» («Шехид из Шуши»).  Как сообщает Qafqazinfo, дома первых жителей, вернувшихся в Шушу, находятся на улице Рамиза Гамбарова.